# Frühere Yan
Frühere Yan (前燕) war ein chinesischer Staat während der Zeit der Sechzehn Reiche. 337 war Murong Huang (慕容璜) König von Yan und gründete den Staat. Sein Ausgangsgebiet war die heutige Liaoning-Provinz. 352 konnte sein Sohn Murong Jun (慕容俊) die Wirren der Späteren Zhao ausnutzen und Ran Min vernichten. Dadurch dehnte der Staat seinen Machtbereich bis zum Nordufer des Jangtsekiangs aus. Durch innere Korruption und Machtkämpfe zerfiel jedoch der Staat bald wieder und fiel schließlich im Angriff der Früheren Qin. 370 wurde der dritte Herrscher von Yan Murong Wei (慕容玮) von den Früheren Qin gefangen genommen, wodurch der Staat unterging.
Frühere Yan zählte in seiner 34-jährige Geschichte insgesamt drei Herrscher.

## Königreich
Das Kaiserhaus der Früheren Yan war ursprünglich eine Häuptlingsfamilie des Volkes Xianbei. Zur Zeit der Westlichen Jin-Dynastie war das Stammesgebiet der Xianbei die heutige Liaoning-Provinz. Es gehörte zum Rand des chinesischen Reiches. Die Häuptlinge der Xianbei erkannten die Oberherrschaft der Jin-Kaiser an und wurden von diesen zu lokalen Gouverneuren ernannt. Während die Westliche Jin-Dynastie von inneren Unruhen erschüttert wurde, konnte Xianbei am Rand des Reiches sich gegen die anderen Stämme behaupten und sein Gebiet stetig vergrößern. Nach dem Untergang der Westlichen Jin-Dynastie und der Errichtung der Östlichen Jin-Dynastie blieb Xianbei der Jin-Dynastie treu. Angriffe der Späteren Zhao konnten sie erfolgreich abwehren.
333 übernahm Murong Huang, nach dem Tod seines Vaters, die Führung der Xianbei. Im Vergleich zum gebeutelten China war das Herrschaftsgebiet der Xianbei relativ friedlich, so dass viele Menschen dorthin flüchteten. Wie im Gebiet der Früheren Liang brachten diese Flüchtlinge dank eines relativ ruhigen Umfeldes und offener Politik Wachstum und Aufschwung.
Murong Huang galt als ein recht gütiger Herrscher, so ließ er zum Beispiel vor seinem Hof eine Tafel aufrichten, damit seine Untertanen auch anonym dort ihre Beschwerden anheften konnten. Auch förderte er die Landwirtschaft als Basis des Landes. So ließ er die Abgaben der Bauern verringern, auch ließ er in trockenen Jahren die Abgaben ganz aussetzen. Und wenn er nicht gerade auf einem Feldzug war, reiste er im Land ruhelos umher, um alles persönlich zu inspizieren. Als einer der sehr wenigen Herrscher der Periode kümmerte er sich um die Bildung seiner Untertanen. Er nahm persönlich an Prüfungen der Studenten teil und stellte die Begabten an seinem Hof an.
337 ließ sich Murong Huang zum König von Yan ausrufen. Außenpolitisch schwor Murong Huang weiterhin seine Treue zum Jin-Kaiser. Er bestach die Kanzler des Jin-Kaisers, damit der Jin-Hof ihm den selbsternannten Königstitel gewährte. Dies führte zu erheblichem Unmut bei dem Herrscher der Früheren Liang, denen dieser Titel vom Jin-Kaiser bis zuletzt verwehrt blieb. Gegenüber den Späteren Zhao fuhr er einen immer härteren Konfrontationskurs, der auch zu kriegerischen Auseinandersetzungen führte. Später ging er sogar zum Angriff über und eroberte das Gebiet um das heutige Peking und Hebei.
Auch gegen Goguryeo führte er Kriege, dabei eroberte er die Hauptstadt der Goguryeo. Er öffnete das Grab des früheren Königs und ließ die Leiche als Beute mitnehmen. Erst als der geflohene König der Goguryeo ihm die Treue schwor, gab er die Leiche wieder zurück.

## Kaiserreich
348 starb Murong Huang, sein zweiter Sohn Murong Jun übernahm als sein Nachfolger die Regierungsgeschäfte. Im nächsten Jahr starb der Kaiser der Späteren Zhao Shi Hu (石虎), wodurch die Späteren Zhao in Chaos versanken. Murong Jun nutzte die Chance und begann, den Rest der Späteren Zhao anzugreifen. 350 konnte Murong Jun den Usurpator der Späteren Zhao Ran Min (冉闵) gefangen nehmen und sich so den Rest der Späteren Zhao einverleiben. Nach diesem Erfolg ließ sich Murong Jun zum Kaiser ausrufen. Damit wurde aber die bisherige Bündnisbeziehung zwischen den Früheren Yan und der Westlichen Jin zerstört, da die Jin-Kaiser sich als alleinige Kaiser betrachteten. Nun wurde Yan von den Jin-Kaisern als Renegat angesehen.
Das Gebiet der Früheren Yan umfasste von seinem Ursprung in der heutigen Liaoning Provinz im Norden die heutige Jiangsu Provinz im Süden und reichte bis zur Shaanxi Provinz im Westen. Um das Gebiet besser verwalten zu können, verlegte Murong Jun seine Hauptstadt nach Süden in die Nähe des heutigen Peking.
Etwa zu dieser Zeit entstand an der Westgrenze von Yan ein neuer Staat, die Frühere Qin, die eines Tages die Früheren Yan beerben sollten. Zur Zeit des Höhepunktes der Macht von Früherer Yan jedoch war Frühere Qin mehr als gewollt dem Yan-Kaiser Treue zu schwören. Außer der äußeren Bedrohung durch Jin im Süden, den Wandervölkern im Norden und der neuen Qin im Westen plagte die Yan das gleiche Problem, das unter den Vorgängern zu ständiger Unruhe führte: Selbst in ihrer Glanzzeit gab es immer wieder Aufstände und Rebellionen. Die rasante Ausdehnung nach dem Zusammenbruch der Späteren Zhao machte die Situation nicht leichter.

## Untergang
Nach Murong Juns Tod bestieg sein dritter Sohn und designierter Nachfolger Murong Wei problemlos den Thron. Auch konnten die von Jin angezettelten Rebellionen schnell unterdrückt werden. Die Feldzüge nördlich des Yangtsi verliefen anfangs sehr vielversprechend für Yan. Probleme machte der Staatsführung nur das unbeständige Wetter, das in diesen Jahren sehr oft zu Trockenheit oder Hochwasser führte.
Die Situation begann sich zu verschlechtern, nachdem Murong Weis rechte Hand, sein Onkel und Großwesir Murong Ge (慕容恪) starb. Mangels Entschlussfreudigkeit verlor Frühere Yan die Möglichkeit, Frühere Qin noch in seinen Anfängen zu vernichten. Die Hinwendung zu strengeren Gesetzgebungen zerstörte zudem den inneren Frieden, der nach der raschen Ausdehnung des Staatsgebietes nur oberflächlich gewahrt wurde.
Jin nutzte die Gelegenheit, um einen Angriff zu wagen, doch Yan konnte den Angriff wieder zurückschlagen. Nach dem Sieg jedoch brach ein bitterer Machtkampf am Hof aus, der erfolgreiche General bei der Landesverteidigung wurde nicht belohnt, anstatt dessen sogar mit dem Tod bedroht. Die Folge war, dass der General flüchtete und zu Qin überlief. Qin positionierte bei dieser Gelegenheit seine Armee an der Grenze der beiden Staaten, mit dem Vorwand, damit Yan besser zur Hilfe zu kommen, falls Jin wieder einen Nordfeldzug planen sollte. Obwohl das Militär Alarm schlug, ignorierte der Yan-Kaiser alle Warnzeichen. Er wiegte sich in Sicherheit und war fest davon überzeugt, dass Qin nicht stark genug war, um Yan bedrohlich zu werden.
Es kam, wie es kommen musste, der ehrgeizige Qin-Kaiser Fu Jian (苻坚) ging zum Angriff über. Obwohl die Yan-Armee alle Schlachten verlor, wiegte sich Murong Wei weiterhin in Sicherheit, während seine Generäle über die richtige Strategie gegen Qin stritten und über ihre eigene Eitelkeit nicht hinauskamen. Doch schnell fielen seine lokalen Beamten von Yan ab. Als die Qin-Armee die Yan-Hauptstadt erreichte, öffneten einige Adelige in der Nacht heimlich die Tore der Stadt und ließen den Feind einfach hineinmarschieren. Murong Wei flüchtete, wurde jedoch schnell festgesetzt. Damit brach Frühere Yan wie ein Kartenhaus in sich zusammen.

## Herrscher der Früheren Yan
| Ehrenname1                  | Name2                 | Tempelname3     | Regierungszeit | Anmerkungen                                                                                |
| --------------------------- | --------------------- | --------------- | -------------- | ------------------------------------------------------------------------------------------ |
| Kaiser Wen-Ming (文明皇帝)  | Murong Huang (慕容璜) | Ahne Tai (太祖) | 337–348        | Nannte sich selbst ab 337 König von Yan                                                    |
| Kaiser Jing-Zhao (景昭皇帝) | Murong Jun (慕容俊)   | Ahne Lie (烈祖) | 348–360        | Sohn und designierter Nachfolge von Murong Huang, nannte sich ab 352 Kaiser                |
| Kaiser You (幽皇帝)         | Murong Wei (慕容玮)   |                 | 360–370        | Sohn und designierter Nachfolge von Murong Jun. Wurde 370 von Fu Jian gefangen und getötet |

1. Der Ehrenname ist der Name des Herrschers, den er nach seinem Tod zur Ehrung erhalten hat. Das ist auch der geläufige Name des Herrschers, den die meisten Chinesen kennen.
2. Der richtige Name (sozusagen der bürgerliche Name) des Herrschers. Diesen Namen kennt man relativ selten. Nach chinesischer Tradition steht hier der Familienname an der ersten Stelle, gefolgt vom Vornamen.
3. Der Tempelname wird einem Kaiser posthum verliehen, wenn er als Ahne im kaiserlichen Ahnentempel aufgestellt wird. Nicht alle Frühere-Yan-Herrscher haben einen Tempelnamen.